# Посольство Тэнсё

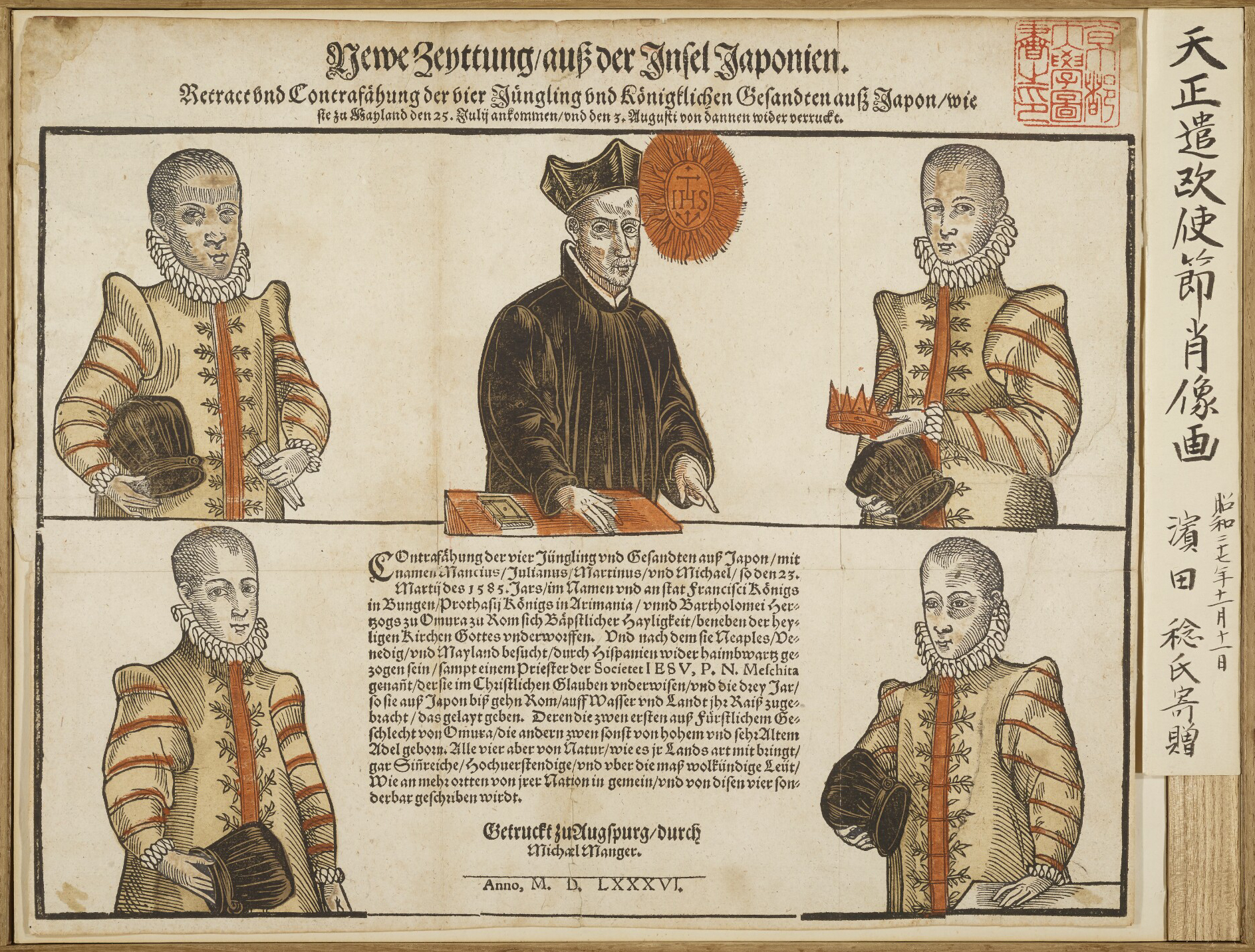
Европейская гравюра 1586 года с портретами 4 японских послов

Посольство Тенсё (яп. 天正遣欧使節, てんしょうけんおうしせつ, «тенсё кенъё сисэцу», «посольство времён Тенсё в Европу»; 1582—1590) — посольство самурайских правителей-христиан Омуры Сумитады, Отомо Ёсисигэ и Аримы Харунобу к Папе Римскому Григорию XIII. Первая официальная дипломатическая миссия японцев, которая была отправлена в Европу.

## Краткие сведения
Посольство было организовано тремя правителями острова Кюсю, которые приняли христианство — Омурой Сумитадой, Отомо Ёсисигэ и Аримой Харунобой. Инициатором отправления был иезуитский миссионер Алессандро Валиньяно.
Посольство отправилось из Нагасаки в Рим 20 февраля 1582 года, чтобы встретиться с Папой Римским Григорием XIII. Оно состояло из 4 юных послов: Ито Мартина (Ито Мансиу), Титидзивы Михаила (Титидзива Мигель), Накаури Юлиана (Накаура Дзюриан) и Хары Мартина (Хара Мартино), а также 8 человек сопровождения, включая миссионерами.
В 1584 году японские посланцы побывали в Лиссабоне и Мадриде, а в следующем году отплыли в Венецию. 1 марта 1585 года посольство достигло Рима и встретилось с Папой, который очень благосклонно его принял. Все послы получили римское гражданство.
Через месяц японцы покинули Рим и в апреле 1586 года отправились из Лиссабона домой.
Посольство вернулось в Нагасаки 21 июля 1590 года. На то время в Японии Омура Сумитада и Отомо Ёсисада уже умерли, а в стране существовал запрет, изданный Тоётоми Хидэёси, на проповедование христианства. В начале XVII века все 4 посла, за исключением Тидзивы, погибли мученической смертью.